# Mikrokonzolok listája
Ez a mikronkonzolok listája, ami a mikrokonzolokat sorolja fel a megjelenésük szerint időrendben. A mikrokonzolok a hetedik videójáték-generációban jelentek meg. Az első mikrokonzol a MicroConsole TV Adapter, ami 2010-ben mutatott be az OnLive.

| Név                     | Megjelenés | Gyártó                      |
| ----------------------- | ---------- | --------------------------- |
| MicroConsole TV Adapter | 2010       | OnLive                      |
| Co-Star                 | 2012       | Vizio                       |
| Ouya                    | 2013       | Ouya Inc. (korábban BOXER8) |
| Pandora TV Box          | 2013       | L.C. Smart                  |
| G-cluster               | 2013       | G-cluster Global            |
| PlayStation TV          | 2013       | Sony                        |
| GameStick               | 2013       | PlayJam                     |
| MOJO                    | 2013       | Madcatz                     |
| flarePlay               | 2013       | Flare Entertainment         |
| Xtreamer Multi-Console  | 2014       | Xtreamer                    |
| Fire TV                 | 2014       | Amazon.com                  |
| Tron                    | 2014       | Huawei                      |
| Nexus Player            | 2014       | Google                      |
| Fire TV Stick           | 2014       | Amazon.com                  |
| G-BOX                   | 2014       | Geeya                       |
| Razer Forge TV          | 2015       | Razer                       |
| SHIELD Android TV       | 2015       | Nvidia                      |
| Playdroid TV            | 2015       | Lexibook                    |
| ZRRO                    | 2015       | ZROO Ltd.                   |
| QEUS                    | 2016       | Snakebyte Holding Ltd.      |